# Міжнародне звичаєве право
Міжнародно-правовий звичай є первісною формою міжнародного права й протягом тривалого часу лишався фактично основним джерелом міжнародного права. 
Разом із тим тривалий час міжнародний звичай не визнавався самостійним джерелом міжнародного права. Лише теоретики так званої «історичної школи права», яка існувала в XIX ст., переконливо довели важливість і значення правового звичаю як джерела міжнародного права.
 У цій же школі були виділені характерні ознаки міжнародного звичаєвого права:
- правові норми  міжнародного  звичаєвого права, або  міжнародні  правові  звичаї, творяться  без   прямого  наказу  з  боку  держав  чи  їх  органів;
- міжнародне  звичаєве  право  є  правом  неписаним. Зрозуміло, що  норми  міжнародного  звичаєвого   права  можна  записати, але  факт  запису, тобто  матеріально ї фіксації, не  є  для  цього  права  істотним, бо  воно  діє  не  тому, що  записане, а  тому, що  воно  визнається  правом  у масовій  свідомості  й  масово  використовується.  
Міжнародне  звичаєве  право  становить  неписаний  звід  правил  поведінки, які   сформувалися  в  історії  та  яких  дотримуються  з а  неформальною  згодою.
Як  заявляє  Г. Д. Шермерс, «міжнародне  звичаєве  право  застосовне   „mutatis mutandis“  не лише  до  держав, але  і до  міжурядових організацій».
З  ХХ ст. більшу  роль  почали  відігравати  міжнародні  договори, проте  зараз  міжнародно-правовий  звичай  все  одно  зберігає  доволі  велике значення. У  разі  укладання  правового  договору  міжнародно-правовий звичай, який  регулює  ті  самі  відносини, нерідко  не  втрачає  свого значення: він  може  залишитися  чинним  для  тих  суб'єктів, що  визнають  правовий  звичай, але  не   приєдналися  до  угоди  з  якихось  причин. 
Міжнародно-правовий  звичай  може  бути  за  своїм  обсягом  ширшим, ніж  договірна  норма, тому  він  може  діяти  поряд  з  міжнародною  угодою. 

## Виникнення та підтвердження
Міжнародно-правові звичаї не мають писаної форми, вони створюються внаслідок тривалої практики держав, які за час тривалого повторення набувають загальнообов'язкового характеру. Для того, щоб сформувався міжнародно-правовий звичай, потрібно:
1. щоб мав місце певний акт поведінки держав; цей акт повторювався протягом більш чи менш тривалого часу.
2. щоб такі акти поведінки держав мали суттєве значення і були визнані правомірними в практиці міжнародних відносин.

Таким  чином  для  створення  міжнародно-правового  звичаю  важливою  є  практика  суб'єктів  міжнародного  права. Акти  та  дії  суб'єктів міжнародного  права  мають  виражати  свою  думку   (Opinio juris sive necessitatis)  щодо: а) правил  поведінки, які  виникають;
б) визнання  цих  правил  поведінки  юридично обов'язковими. 
Для  створення  міжнародно-правового  звичаю  міжнародними  організаціями  береться  до  уваги  їх  практика  лише  в  тій  сфері, на  яку поширюються  саме  норми  статусу.  Підставою  стосовно  держав  береться  до  уваги  практика  діяльності  уповноважених  органів, у  сфері зовнішніх  відносин. 
Формами  прояву  практики  міжнародних  організацій  є : декларації, рекомендації, спільні заяви держав -  членів  міжнародної організації, тощо.
Формами  прояву  практики  держав  є :  офіційні  заяви, щодо  позиції  держави;  заяви  у міжнародних  конгресах  і  конференціях, у  міжнародних  організаціях;  протести;  дотримання  або  ігнорування  відповідних  правил;  прийняття  відповідного  законодавчого  акта;  рішення  виконавчих, адміністративних  органів;  рішення суду  тощо. 
Міжнародна  практика  повинна  бути  постійною, одноманітною  і  тривалою.  Практика  має  здійснюватися  протягом  певного  часу, але  для  різних звичаїв  існує  різний  час.  Наприклад, для  створення  міжнародно-правового звичаю  потрібно  стільки часу, скільки  вимагає  ситуація  визнання. 
Підставою  для  юридичної  обов'язковості  міжнародного  звичаю  є  згода  держав.    Міжнародно-правовий  звичай  не  має  офіційного  письмового формулювання.  Він  може  встановлюватися  шляхом  тлумачення, але  за  правилами  і  методами, визнаними  при  тлумаченні  міжнародних  договорів.
Кваліфікація  правила  поведінки  як  міжнародно-правового  звичаю є  складним  питанням, тому  для  встановлення  існування  звичаю використовують  допоміжні  засоби : 
- рішення   Міжнародного суду ООН.
- інших  міжнародних  судових  та арбітражних  органів .
- доктрини.
- рішення  міжнародних  організацій  тощо.

Слід  відзначити, що  серед  допоміжних  засобів  існують  також  загальні  принципи  права  визнані  цивілізованими  націями, відомі  ще  з  часів Давнього  Риму — це   правила, характерні  для  права  взагалі (як  міжнародного, так  і  внутрішнього). Ці  принципи  слід  чітко  відмежовувати  від  загальних  принципів  міжнародного  права. На  відміну  від  останніх, принципи  права, визнані  цивілізованими  націями, не  мають 
характеру  норм   jus cogens ,  тому  сторони  можуть  уточняти  їх  зміст  чи  призупиняти  їх  дію (Зауважимо, що  Суд  Європейських співтовариств  у  рішенні  від  12.12.1972 р. вказав, що  загальні  принципи  права  включають  також  і  основні  принципи  міжнародного  права. Однак  в  практиці  діяльності  Міжнародного  Суду  ООН  загальні  принципи, визнані  цивілізованими  націями, і  принципи  міжнародного  права завжди  чітко  розмежовувалися). 
До цих принципів, зокрема, відносять такі: 
- " ніхто не може бути суддею у власній справі "
-  " ніхто не може передати більше прав, ніж має сам "
-  " наступний закон скасовує попередній "
-  " спеціальна норма скасовує дію загальної " та інші. 
Загальні  принципи  права  застосовуються, як  правило, при  тлумаченні  змісту  міжнародно-правових  норм, а  також  при  вирішенні  міжнародно-правових  спорів.
Рішення міжнародних судових органів дають визначення звичаєвим нормам, вони також можуть започаткувати виникнення нового міжнародно-правового звичаю. Характеру прецеденту(рішення у справі, обов'язкового при вирішенні інших спорів з аналогічними фактичними обставинами) вони, як правило, не мають, хоча, звичайно, можуть бути враховані міжнародним судовим чи арбітражним органом.
Доктрини (праці видатних вчених у галузі міжнародного права) в минулому розглядалися як одне з найважливіших джерел міжнародного права. Нині доктрина міжнародного права допомагає тлумаченню змісту окремих міжнародно-правових звичаїв, узгодженню правових позицій держав. Так, сторони міжнародно-правового спору в документах, які вони подають до міжнародних судових органів, іноді посилаються на думку спеціалістів з різних питань міжнародно-правового звичаю.

## Особливі звичаєві норми «jus cogens»
Однієї з характерних рис сучасного міжнародного права є наявність в ньому комплексу імперативних норм (jus cogens — імперативне право), що володіють особливою юридичною силою. Остання полягає в неприпустимість відхилення від норм у взаєминах окремих держав навіть шляхом їх угоди. Звичай  або  договір, що  їм  суперечать, є  недійсними.  Новопостала  імперативна  норма  робить  недійсними  і  вже  існуючі  норми, що  їй  суперечать.
Імперативні  норми  забезпечуються  особливими  засобами.  Породжувані  ними  правовідносини  є  загальними, що  діють  між  усіма  (erga omnes).  Відповідно, у  разі  порушення  цих  норм  виникають  і  універсальні  правовідносини  відповідальності: не  тільки  безпосередньо постраждала, але  і  будь-яка  інша  держава  має  право  поставити  в  юридичному  плані  питання  про  відповідальність  правопорушника.  Йдеться 
про  щось, що  нагадує  римське  actio popularis,  яка  давала  право  кожному  члену  суспільства  вжити  юридичні  дії  на  захист суспільних  інтересів.

## Співвідношення  міжнародних  звичаїв  з  українським  правом
У  Конституції  та  внутрішніх  законах  України  про  співвідношення  міжнародних  звичаїв  та  правом  питання  не  врегульоване. У  нормах  національних  законів  України, які  містять  відсилання  до  міжнародних  звичаїв, відсутній  диференційований  підхід  до  їх  застосування, застосований  на  місці  та  ролі  кожного  з  різновидів  звичаїв  у  регулюванні  міжнародних  відносин.  Варто  відзначити, що на  думку  вченого, українського правознавця, кандидата юридичних наук Мартиненко Петра Федоровича, чинна  Конституція  України  закріпленням  у  ст. 8  верховенства  права  дає  підставу  для  пріоритетного  застосування  у  внутрішньому  порядку  України  тих  звичаїв  загального, міжнародного  права, які  закріплюють  загальні  принципи права, причому  й  у  тих  випадках, коли  такі  звичаєві  норми  суперечать  самій  Конституції.
У  чинному  законодавстві   міжнародно-правовий  звичай  згадується   в  тих  нормативно-правових  актах, що  стосуються  регулювання  відносин, які вже  традиційно  відносяться  українською  наукою  до  приватноправових. 
Положення «Міжнародні відносини» закріплене  в  розділі  Х  Декларації  про  державний  суверенітет  України, має більш загальний  характер. Україна виступає рівноправним учасником міжнародного спілкування визнає: пріоритет загальновизнаних норм міжнародного права перед нормами внутрішньодержавного права. Воно  вже  поширює  дію  звичаїв  загального  міжнародного  права  в  тому  числі  й  на  правовідносини, що виникають усередині держави. Питання про  місце  звичаїв  загального  міжнародного  права  не  врегульоване, що  не  знімає  з  України  міжнародно-правових зобов'язань  їх  виконання.
Норми  ч. 1 ст. 6  Закону  України  «Про зовнішньоекономічну  діяльність»  і  ч. 2 ст. 7  ЦК  України  в  контексті  за стосування  звичаї в  загального міжнародного  права  суперечить  міжнародно-правовим  зобов'язанням  України, що  випливають  із  цього  ж  загального  міжнародного  права.

## Міжнародно-правовий звичай та міжнародно-правовий договір
Договір і звичай мають ряд спільних рис, що характеризують їх як джерела однієї правової системи:
1. Договір і звичай створюються в результаті взаємних дій держав або інших суб'єктів міжнародного права і мають спільну юридичну основу — угода створюють їх суб'єктів.
2. Договір і звичай містять правила поведінки, що носять обов'язковий характер, тобто пов'язують волі створили їх суб'єктів. Це означає, що жодна держава або інший суб'єкт міжнародних правовідносин не може довільно відмовитися від виконання узятих на себе зобов'язань.
3. Недотримання або порушення як договору, так і звичаю веде за до однакових правових наслідків: до припинення їх дії, виникнення яких вимог про задоволення претензій, що випливають з невиконання договору або звичаю.
4. Обидва джерела підпорядковані дії загальних принципів права, на базі яких вирішується питання про їх правомірність і, відповідно, право на існування.
5. Спільність договору і звичаю виражається в наявності в міжнародному праві змішаних, звичаєво-договірних норм. Міжнародній практиці держав відомі численні випадки, коли одні й ті ж правила поведінки для одних держав існують у договірній формі, а для інших — у формі міжнародних звичаїв.

Разом з тим договір і звичай мають дуже суттєві відмінності:
1. Договір завжди виникає з активних дій держав (або інших суб'єктів), спрямованих на досягнення саме такого результату, як писана норма. Звичай ж може виникнути не тільки з активних, але і з «мовчазних» акцій, за відсутності дій, наприклад відсутності заперечень проти практики держави або ряду держав.
2. Договір має чітко вираженій у часу процес створення. Момент вступу договірної норми в силу також визначений у часі. У той же час, як правило, процес становлення звичаю простежується насилу, час його формування може бути зазначено лише приблизно. Ця обставина, у свою чергу, досить істотно ускладнює застосування звичаю при вирішенні спорів і розбіжностей, що виникають між суб'єктами міжнародного права.
3. Факт існування конкретного договору, тобто писаної форми, може бути підтверджений посиланням на текст документа. Доказом ж існування звичайної норм служить виключно практика держав або, в крайньому випадку, наявність яких-небудь непрямих ознак, наприклад використання переваг, що випливають з існування звичаю включення звичаю у внутрішнє законодавство якоїсь держави або ряду держав; певні акції, що свідчать про тому, що держава вимагає від інших суб'єктів виконання і дотримання даного звичаю, а також така своєрідна форма доказу, як відсутність протесту проти певних дій держав, які застосовують звичай.
4. Договір завжди носить письмовий характер, що обумовлює наявність узгодженого тексту, чітких логічних зв'язків, формулювань, певної компактності, що дає можливість його промульгації. Ці якості договорів забезпечують швидке їх відшукання і застосування, на відміну від звичаю, що не володіє даними перевагами.
5. Писана норма підлягає тлумаченню у випадку виникнення неясності або ускладнень при її застосуванні; в разі незгоди з якимись окремими положеннями такої норми держава має можливість висловити свою особливу позицію шляхом заяви застереження з приводу змісту всієї норми або якоїсь її частини.
6. Звичай завжди йде слідом за практикою, закріплюючи сформовані норми поведінки, а писана норма, навпаки, в ряду випадків сама створює практику, встановлюючи правила обов'язкової поведінки держави в нових галузях співробітництва або вносячи зміни в попередні норми.
7. Тільки з писаною нормою пов'язаний розвиток міжнародного сучасного права як кодифікація. В даний час роботи з кодифікації охопили практично всі галуз й інститути міжнародного права.

## Різновиди міжнародних правових звичаїв
Різновидом міжнародних правових звичаїв є :
- міжнародні (головним чином міжнародні торгові звичаї).
- внутрішньодержавні.

В Господарському процесуальному кодексі України (ст. 4, ч. 5) визначено, що у випадку відсутності законодавства, що регулює спірні відносини за участю іноземного суб'єкта підприємницької діяльності, господарський суд може застосовувати міжнародні торгові звичаї.  В Законі Україні «Про міжнародний комерційний арбітраж» (ст. 28, ч. 4) йдеться про те, що «в усіх випадках третейський суд приймає рішення згідно з умовами угоди і з врахуванням торгових звичаїв, що стосуються даної угоди». В Кодексі торговельного мореплавства України (ст. 6) зазначено, що сторони при укладенні договору можуть використовувати звичаї торговельного мореплавства, якщо це не суперечить законодавству України.
Віденська конвенція про договори міжнародної купівлі-продажу товарів (ст. 9) передбачає, що «сторони пов'язані будь-яким звичаєм, щодо якого вони домовилися, та практикою, яку вони встановили в своїх відносинах».
Міжнародні торгові звичаї — звичаї, що склалися в міжнародній торгівлі і торговельному мореплавстві. Вони є обов'язковими у випадках, коли:
- норми права безпосередньо відсилають до них.
- сторони при укладенні договору посилаються на певний звичай.

Міжнародний правовий звичай застосовується у практиці певної держави, якщо вона прямо визнала його в нормативному чи дипломатичному акті. Так, Положення про форму зовнішньоекономічних договорів (контрактів) зазначає, що суб'єкти підприємницької діяльності при складанні тексту договору вправі використовувати відомі міжнародні звичаї, якщо це не заборонено законодавством.
Торгові звичаї відіграють значну роль в регулюванні міжнародного комерційного обороту. Враховуючи труднощі, що виникають в учасників такого обороту при встановленні змісту даних звичаїв (викликані їх неписаним характером), багато міжнародних організацій вивчають, узагальнюють і публікують своєрідні зводи звичаїв за певними групами питань. Деякі з цих публікацій одержують загальне визнання. Окрему групу складають публікації, підготовлені Міжнародною торговою палатою (Париж), в тому числі: Міжнародні правила інтерпретації комерційних термінів (редакція 2000 року) — ІНКОТЕРМС; Уніфіковані правила по інкасо (редакція 1995 року); Уніфіковані правила і звичаї для документарних акредитивів (редакція 1993 року).
Іншу природу мають рекомендаційні документи, такі як: загальні умови (поставок, виконання робіт, надання послуг) і типові контракти, які розробляються як самими учасниками господарського обороту, так і міжнародними організаціями, що ставлять своїм завданням сприяти міжнародній торгівлі. Зокрема, вони розробляються Європейською економічною комісією ООН, Міжнародною федерацією інженерів-консультантів, Асоціацією з торгівлі зерном і кормами та ін. Ці документи відбивають існування звичаїв, що склалися в тій чи іншій сфері комерційної діяльності (щодо умов, що включаються в контракти, чи виконання сторонами своїх зобов'язань).
З огляду на те, що в міжнародному приватному праві міститься чимало колізійних правил, які є визнаними всіма чи більшістю країн і тому мають кваліфікуватися як засновані на міжнародному звичаї (принципи, згідно з якими права на нерухоме майно визначаються за законом місця його знаходження; суб'єкти, які укладають угоду, можуть самі обрати право, що може бути застосовано до неї, та деякі ін.), дійсно мають звичаєве походження, вони можуть бути визнані його джерелом.